# Петрушев Олексій Єгорович
Олексій Єгорович Петрушев (16 березня 1908, село Орєшково Московської губернії, тепер Лотошинського міського округу Московської області, Російська Федерація — ?, тепер Російська Федерація) — радянський діяч, голова правління Центральної ради промислової кооперації РРФСР, міністр місцевої промисловості РРФСР. Депутат Верховної Ради СРСР 4-го скликання.

## Життєпис
Трудову діяльність розпочав слюсарем.
Член ВКП(б).
Був на комсомольській та радянській роботі в Московській області, працював начальник Горьковського обласного управління місцевої промисловості.
На 1944—1946 роки — начальник відділу місцевої промисловості Ради народних комісарів Латвійської РСР.
На 1954—1956 роки — голова правління Центральної ради промислової кооперації Російської РФСР.
11 серпня 1956 — 8 червня 1957 року — міністр місцевої промисловості Російської РФСР.
Потім працював на відповідальній роботі в радянській зовнішній торгівлі. На 1978 рік був радником Посольства СРСР у Туреччині із промислових питань.
Подальша доля невідома.

## Звання
- старший лейтенант інтендантської служби

## Нагороди
- орден Вітчизняної війни І ст. (31.03.1946)
- орден Дружби народів (29.03.1978)
- орден «Знак Пошани»
- медаль «За оборону Москви»
- медаль «За перемогу над Німеччиною у Великій Вітчизняній війні 1941—1945 рр.»
- медаль «За доблесну працю у Великій Вітчизняній війні 1941—1945 рр.»